# Triloknath Pandit
Triloknath Pandit (ur. 1934) – indyjski antropolog.

## Życiorys
W 1967 roku odbył pierwszą wyprawę rządową w celu nawiązania kontaktu z ludem Sentinelczyków, zamieszkującym wyspę Sentinel Północny w archipelagu Andamanów. Stał na czele zespołu, który nawiązał pierwszy przyjazny kontakt z Sentinelczykami (4 stycznia 1991 r.). Wyprawy kontynuowano przez pewien czas, aż do momentu ich zaniechania w 1997 r.
Był szefem Centrum Regionalnego ds. Andamanów i Nikobarów w ramach organizacji Anthropological Survey of India.

## Publikacje
- T. N. Pandit (1985). The Tribal and Non-Tribal in Andaman Islands: A historical perspectives. „Journal of the Indian Anthropological Society” 20:111–131.
- T. N. Pandit (1990). The Sentinelese. Kalkuta: Seagull Books.
- T. N. Pandit, M. Chattopadhyay. (1989). Meeting the Sentinel Islanders: The Least Known of the Andaman Hunter-Gatherers. „Journal of the Indian Anthropological Society” 24:169–178.